# Anomala diehli
Anomala diehli är en skalbaggsart som beskrevs av Carsten Zorn 1998. Anomala diehli ingår i släktet Anomala och familjen Rutelidae. Inga underarter finns listade i Catalogue of Life.